# Bonjour Miss Dove
Pour les articles homonymes, voir Dove.
Pour plus de détails, voir Fiche technique et Distribution.
Bonjour Miss Dove (Good Morning Miss Dove) est un film américain en CinemaScope réalisé par Henry Koster, sorti en 1955.

## Synopsis
Dans une petite ville des États-Unis, une institutrice de 55 ans, sévère mais juste, qui a enseigné à toute une génération d'enfants maintenant adultes, ressent de vives douleurs durant la classe. Elle est transportée à l'hôpital de la ville. Alitée, attendant le résultat des examens, elle se remémore ses anciens élèves. Ces derniers se rappellent, eux aussi, comment elle a influencé leur vie.

## Fiche technique
- Titre : Bonjour Miss Dove
- Titre original : Good Morning Miss Dove
- Réalisation : Henry Koster
- Scénario : Eleanore Griffin, d'après le roman Good Morning Miss Dove de Frances Gray Patton (en) (1954)
- Musique : Leigh Harline
- Direction artistique : Mark-Lee Kirk et Lyle R. Wheeler
- Décorateur de plateau : Paul S. Fox et Walter M. Scott
- Costumes : Mary Wills, Charles Le Maire et Sam Benson
- Photographie : Leon Shamroy
- Montage : William Reynolds
- Producteurs : Samuel G. Engel et Darryl F. Zanuck producteur exécutif (non crédité)
- Société de production : 20th Century Fox
- Pays de production et de distribution :  États-Unis
- Langue originale : anglais américain
- Format : couleur (DeLuxe) — 35 mm (CinemaScope) — 2,55:1 — son : 4-Track stéréo (magnetic prints) / mono (optical prints)
- Genre : drame psychologique
- Durée : 107 minutes
- Dates de sortie : 
  - États-Unis : 23 novembre 1955 (première à New York)
  - France : 25 mai 1958

## Distribution
- Jennifer Jones : Miss Dove
- Robert Stack : Dr Thomas 'Tom' Baker
- Kipp Hamilton : Virginia 'Jincey' Baker
- Robert Douglas : M. John Porter
- Peggy Knudsen : l'infirmière Billie Jean Green
- Marshall Thompson : Wilfred Banning Pendleton III
- Chuck Connors : William 'Bill' Holloway
- Biff Elliot : Alexander 'Alex 'Burnham
- Jerry Paris : Maurice 'Rab' Levine
- Mary Wickes : Miss Ellwood
- Leslie Bradley : Alonso Dove
- Herb Vigran : sergent Mitchell